# Tumore teratoide rabdoide atipico
Il tumore teratoide rabdoide atipico è un tumore rabdoide del SNC ad elevato potenziale maligno tipicamente ad esordio neonatale o pediatrico. Costituisce circa l'1-2% di tutti i tumori cerebrali pediatrici.

## Epidemiologia
L'AT-RT è un tumore raro che colpisce quasi esclusivamente la popolazione pediatrica sotto i 3 anni. Costituisce globalmente l'1-2% si tutti i tumori cerebrali pediatrici, e fino al 20% dei tumori cerebrali neonatali. Colpisce complessivamente 1:72 000 per ogni età. I maschi sono più colpiti rispetto alle femmine con un rapporto di 1,9 a 1.

## Storia
Il tumore teratoide rabdoide atipico è una neoplasia piuttosto recente, è entrata a far parte della classificazione WHO dei tumori cerebrali nel 1993. La malattia è stata riportata per la prima volta nel 1987 in un paziente pediatrico.

## Patologia clinica
L'AT-RT è una patologia altamente complessa causata alla base (come nel resto dei tumori maligni) da una mutazione genetica, in questo caso di tipo rabdoide che conferisce al tumore un altissimo livello di aggressività; la mutazione si identifica sul gene INI-1/hSNF5. In oltre il 60% dei casi, il tumore colpisce oltre la fossa cranica posteriore e nella percentuale restante altre regioni sovraenteriali tra cui la regione sellare.

## Tumore teratoide rabdoide atipico negli adulti
La manifestazione negli adulti del tumore teratoide rabdoide atipico è estremamente rara con appena 45 casi descritti in tutta la letteratura medica riguardante questa neoplasia. Solo 11 casi sono stati riportati nella letteratura medica di AT-RT con interessamento sellare. La prognosi nell'esordio adulto è tutt'oggi ritenuta più favorevole che nei casi ad esordio infantile.

## Trattamento
Data la rarità di questo tumore poche strategie terapeutiche sono state descritte in letteratura medica; i trattamenti di prima linea per questa malattia sono la chirurgia, la chemioterapia e la radioterapia; tuttavia le cure palliative sono spesso adottate come terapia di supporto.

## Prognosi
La prognosi per questa malattia è estremamente sfavorevole, soprattutto nei neonati, con una sopravvivenza media di 0,5-2 anni dalla diagnosi.